# عمید عطایی رازی
ابوالعلاء عطاء بن یعقوب رازی، معروف به ناکوک، شاعر، ادیب و دبیر سدهٔ پنجم هـ ق. است. او را عمید عطاء نیز گویند. از نام رازی مشخص است که زادگاه او ری بوده اما از سال تولد او آگاهی‌ای در دست نیست. پدران او منصب دبیری داشتند و دارای ثروت فراوانی بودند. او نیز در دربار سلطان ابراهیم غزنوی دبیر بود. سلطان ابراهیم از او رنجیده‌خاطر گشت و او را به هند تبعید کرد عطایی رازی در همان هند درگذشت. اکثر منابع از هشت سال اسارتش در لاهور خبر داده‌اند. عطایی بیش از هشتاد سال زندگی کرد. سال درگذشت او را ۴۷۱ هـ ق. و ۴۹۱ هـ ق. یاد کرده‌اند که تاریخ اخیر درست‌تر به نظر می‌آید. او هم‌روزگار مسعود سعد سلمان و ابوالفرج رونی بود. عطایی به دو زبان فارسی و عربی شعر می‌سروده و گویا در هر دو زبان دیوان هم داشته، اما اکنون از آن‌ها اثری در دست نیست. تنها بخشی از آن سروده‌ها در تذکره‌ها آمده‌است. جدای از این آثار، دو منظومهٔ برزونامه و بیژن‌نامه هم منسوب به اوست.